# Java (Dakota du Sud)
Pour les articles homonymes, voir Java.
Java est une municipalité américaine située dans le comté de Walworth, dans l'État du Dakota du Sud. Selon le recensement de 2010, elle compte 129 habitants. La municipalité s'étend sur 0,49 milles carrés (1,27 km2).

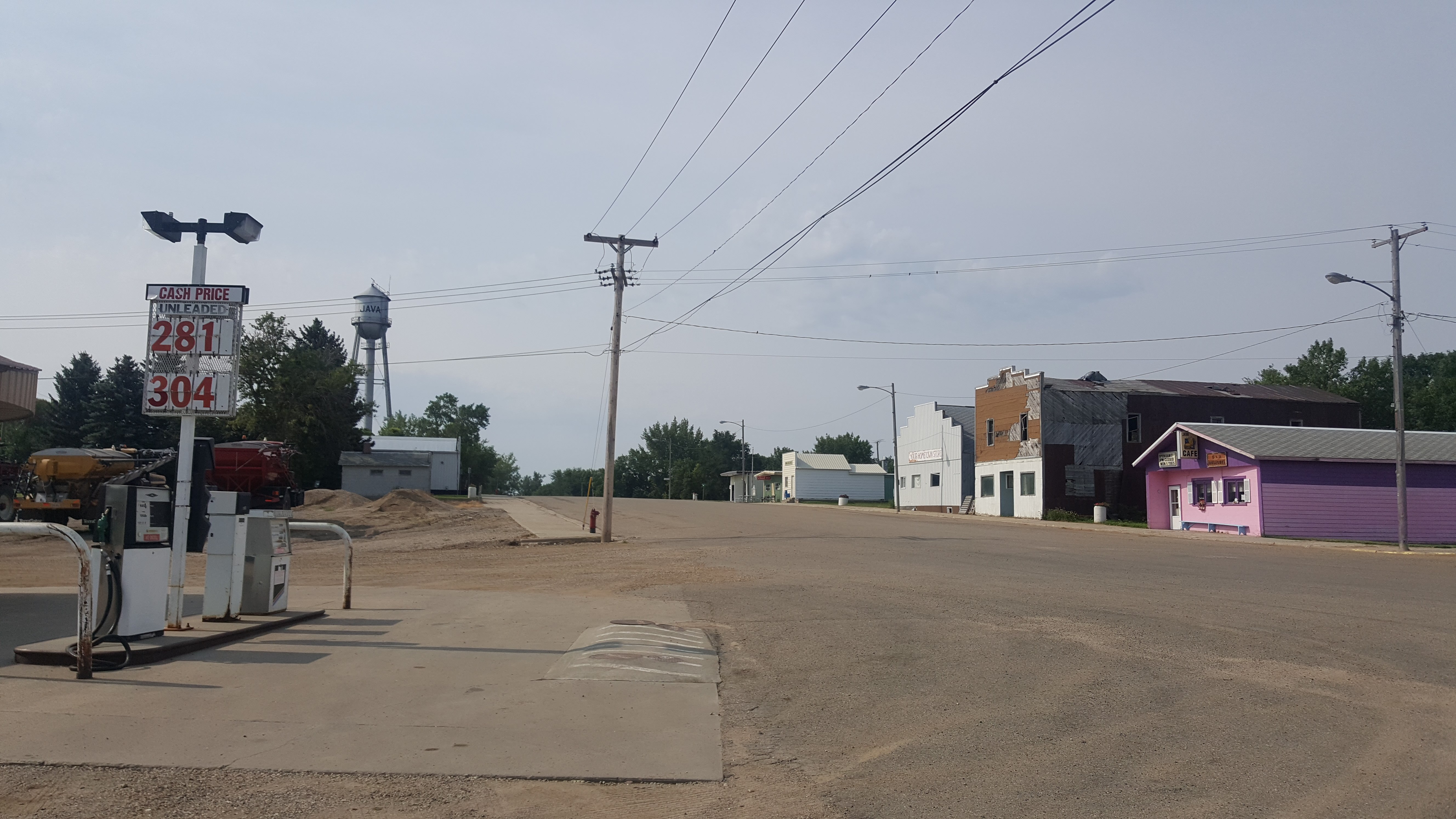
Rue Main à Java en 2018.

La ville est nommée Java par des employés du Milawaukee Railroad. Elle est parfois surnommée Coffee Town (« la ville du café »), en référence au café de Java.

## Démographie
| 1910 | 1920 | 1930 | 1940 | 1950 | 1960 |
| ---- | ---- | ---- | ---- | ---- | ---- |
| 473  | 527  | 529  | 493  | 433  | 406  |

| 1970 | 1980 | 1990 | 2000 | 2010 | - |
| ---- | ---- | ---- | ---- | ---- | - |
| 305  | 261  | 161  | 197  | 129  | - |